# Італійський хорт
Італійський хорт — елегантний та витончений собака невеликих розмірів декоративної породи.

## Історія походження породи

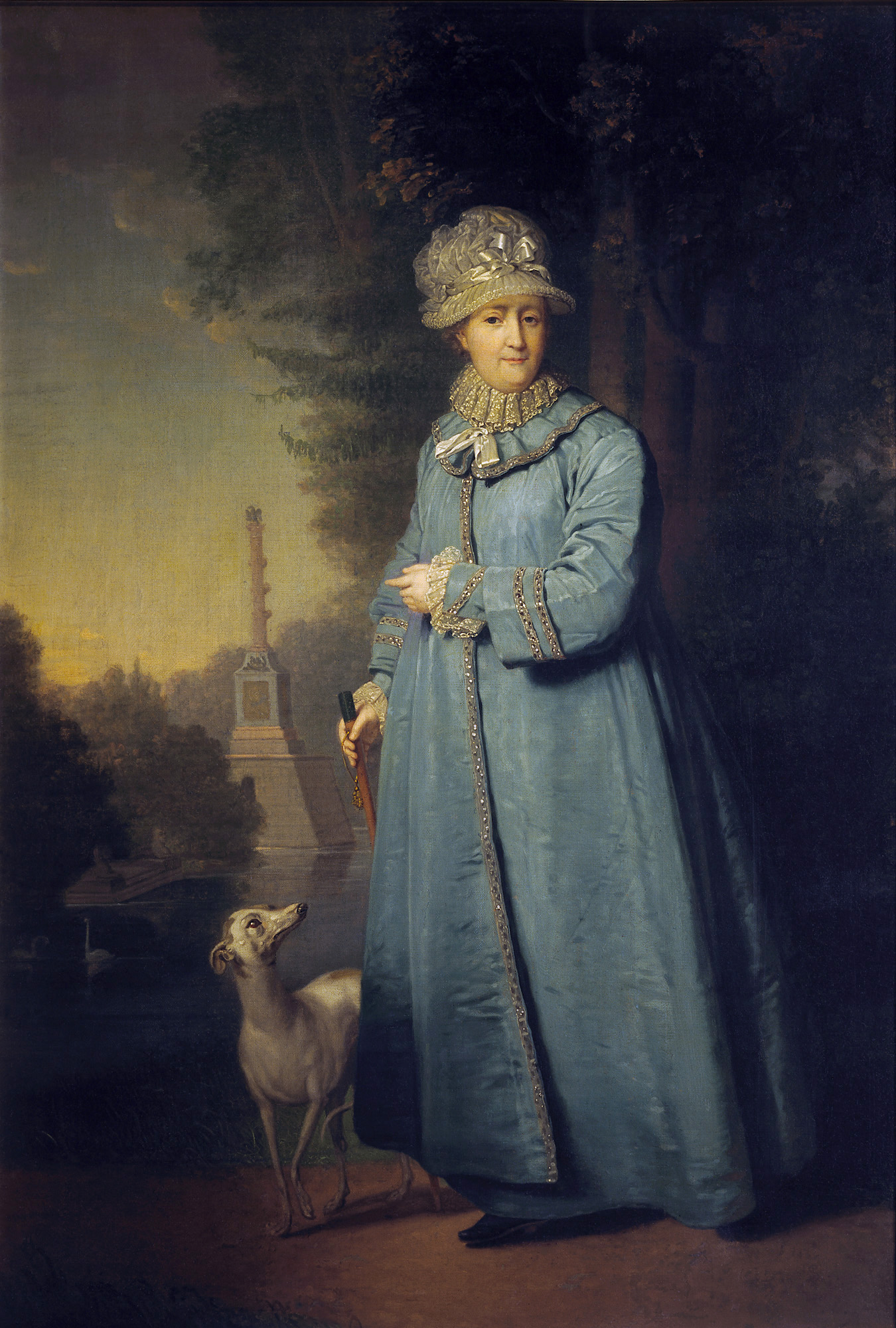
Катерина II на прогулянці в Царськосільському парку. Зліва зображено італійського хорта. (худ. В. Л. Боровиковский. 1794 р.)

Маленький італійський хорт походить від грейхаундів, які жили ще в Стародавньому Єгипті поряд із фараонами. Віднайдення численних зображень цих собак на вазах і чашах підтверджують, що італійські хорти пройшли шлях через Лаконію (Греція) й на початку V століття до нашої ери дісталися Італії. 
У Стародавньому Римі порода здобула чималу популярність: собак купали, душили парфумами, надавали їм окреме місце на шовкових подушках.
Зображення маленьких хортів також було віднайдено в Помпеях.
Найбільшої популярності порода досягла в епоху Відродження в будинках багатих італійців, наприклад при Медічі. Витончених італійських хортів часто можна побачити на полотнах великих майстрів живопису. Згодом порода стала популярною при королівських дворах: британської королеви Вікторії, російської імператриці Катерини II. Крім того, італійський хорт увесь час супроводжував прусського короля Фрідріха Великого. Існує навіть історія, в якій розповідається про те, як Фрідріх в роки Семирічної війни ховався під мостом зі своїм собакою, коли над його головою проходили ворожі війська. Якби пес пискнув, то їх знайшли б і вбили. Але він змовчав. Коли через кілька років улюбленець помер, Фрідріх висловив свою подяку, особисто поховавши його недалеко від свого палацу в Берліні, на місці поховання королівських осіб.
Тип класичного італійського хорта, відомого у наші дні, був створений тільки у 20-30 роки XX століття. Цьому сприяла стабілізація породи за допомогою схрещування з чужою кров'ю (з випетом для збереження типу хорта і карликовим пінчером для надання малого зросту). Це зробили з метою зберегти породу левреток, яка через надмірне рафінування та інбридинг піддалася дегенерації.

## Загальний опис
У витонченій левретці з красивим вигином шиї й високим кроком, поза сумнівом, прослідковується схожість з великими хортами.

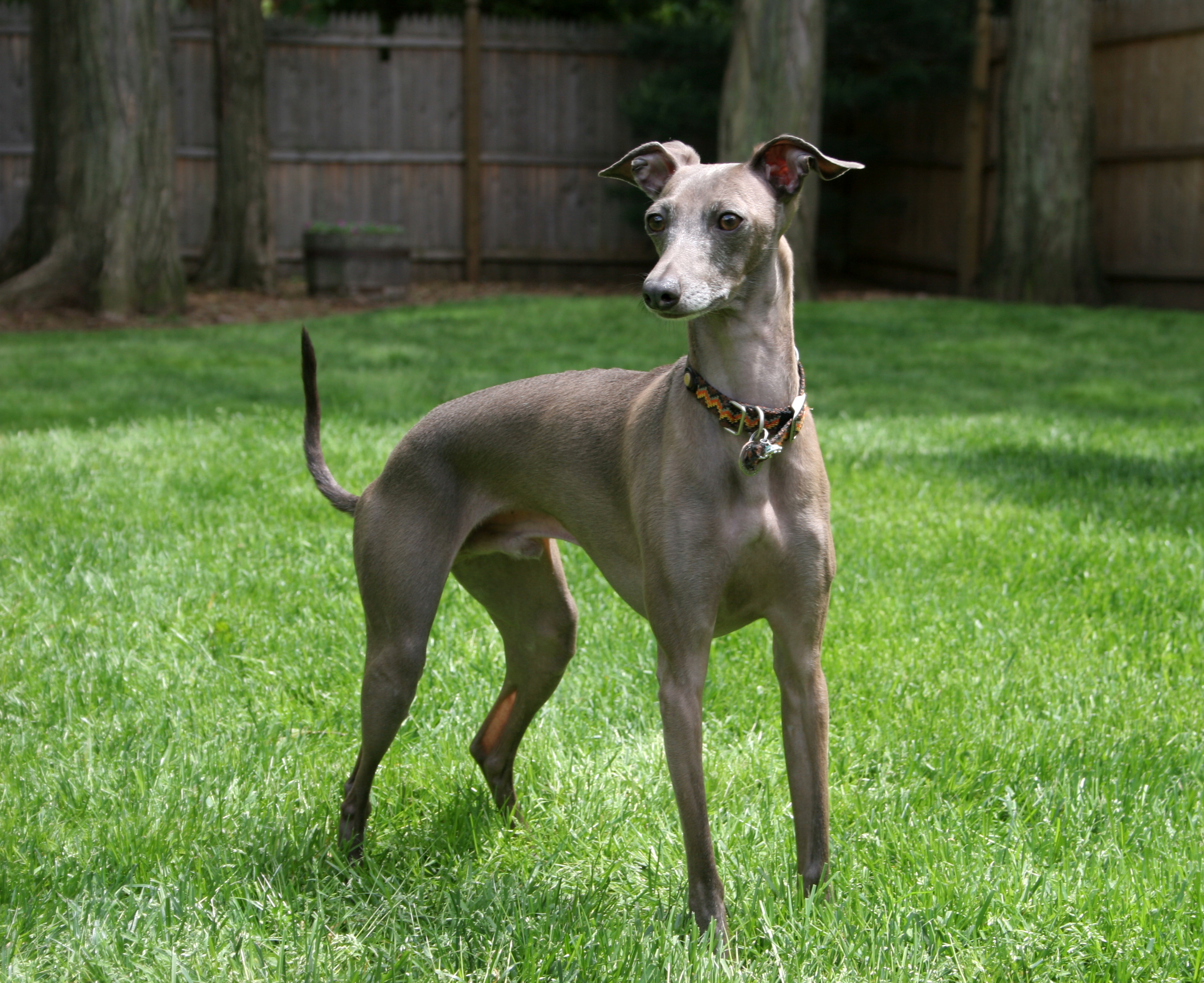
Італійський хорт

### Вага
За вагою розрізняють італійських хортів до 3,5 кг і понад 3,5 кг. 

### Зріст
Висота в загривку 33-38 см. 

### Голова
Довга, вузька, з плоским черепом. 

### Вуха
Напіввисячі, верхній кінець не закриває раковину, відведені убік, тонкі, ніжні на дотик, не повинні стояти, посаджені максимально далеко від мочки носа.

### Очі
Досить великі, блискучі, уважні. 

### Волосяний покрив
Шерсть тонка, щільно прилегла.

### Забарвлення
Чорне, біле, червоне, блакитне, оленяче, палеве, тигрове або будь-яке з цих забарвлень у поєднанні з білим.